# 尼永-索奥州

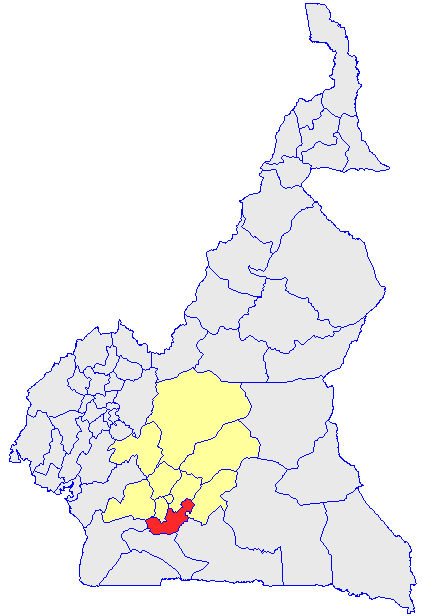

尼永-索奥州（法語：Nyong-et-So'o），是喀麥隆的58個州份之一，位於該國中部，由中部區負責管轄，西北面是尼永-凯莱州，面積3,581平方公里，2001年人口142,907，人口密度每平方公里39.9人。